# Adventure Time: Hey Ice King! Why’d You Steal Our Garbage?!
Adventure Time: Hey Ice King! Why’d You Steal Our Garbage?! (с англ. — «Время приключений. Снежный Король, ты зачем украл наш мусор?») — компьютерная игра в жанре action-adventure, разработанная компанией WayForward и изданная D3 Publisher для игровых платформ Nintendo DS и Nintendo 3DS в 2012 году. Основывается на мультсериале «Время приключений с Финном и Джейком» и является частью серии игр Adventure Time.

## Обзор игры
Игра представляет собой сайд-скроллер c элементами ролевых и логических игр. В игре представлено два вида графического оформления: двухмерная графика и графика с использованием изометрической проекции. Действие происходит в стране Ууу, постапокалиптическом мире, через 1000 лет после глобальной ядерной войны. Герои игры — мальчик Финн и его пёс по кличке Джейк. Их задача — разыскать правителя Снежного королевства — Снежного короля.
Графически и по игровому процессу игра сходна с серией игр The Legend of Zelda. Герои перемещаются по нескольким игровым мирам, сражаются с противниками и отыскивают полезные предметы.
Другие персонажи мультсериала выступают здесь в роли неигрового персонажа, дающими новые задания и ключи к головоломкам.
В игре присутствуют ролевые элементы: в частности, есть возможность развивать уровень «навыков» и «умений» Джейка.
Полезные предметы в игре довольно разнообразны. Одни пополняют здоровье героев (яблоки, куски пиццы, яйца), другие выступают в качестве оружия для борьбы с противниками. Некоторые предметы можно комбинировать между собой, создавая более эффективные сочетания.

## Отзывы
| Сводный рейтинг | Сводный рейтинг |
| Агрегатор       | Оценка          |
| --------------- | --------------- |
| GameRankings    | 68,68 %         |